# Komet Hill 3
Komet Hill 3 ali 195P/Hill je periodični komet z obhodno dobo okoli 8,0 let.

 Komet pripada Jupitrovi družini kometov .

## Odkritje
Komet je 22. novembra 2006 odkril Richard E. Hill v programu Catalina Sky Survey .